# Сенная Губа (Сегежский район)
Сенная Губа — упразднённый населённый пункт в Сегежском районе в Республике Карелии Российской Федерации.  
В настоящее время в Сенной Губе располагаются дачи.

## География
Расположен на берегу Сенной Губы Выгозера.

## История
Появился в 1930-х годах. Был административным центром Койкиницкого сельсовета вначале Медвежьегорского (с 1945 г. Сегежского.) района.
С 29 июня 1953 года указом Президиума Верховного Совета Карельской АССР центр Койкиницкого сельского совета был перенесён из Сенной Губы в Полгу.
9 августа 1974 года указом Президиума Верховного Совета Карельской АССР в связи с выездом населения и отсутствием производственной базы Сенная Губа Полгинского сельсовета была снята с учёта.

## Транспорт
В населённом пункте имелся причал. В 1960-е — 1970-е годы работала водная линия Беломорско-Онежского пароходства Сегежа — Сенная Губа, обслуживаемая теплоходом Ом-377.